# فروسرخ زمینه کیهانی
فروسرخ زمینه کیهانی (انگلیسی: Cosmic infrared background) تابش فروسرخی است که ناشی از غبار کیهانی است.

## تاریخچه
شناخت اهمیت کیهانی تاریکی آسمان شب (پارادوکس اولبرس) و اولین گمانه‌زنی‌ها در مورد نور پس‌زمینه فراکهکشانی به نیمهٔ اول قرن نوزدهم بازمی‌گردد. علیرغم اهمیت آن، اولین تلاش‌ها تنها در دههٔ ۱۹۵۰–۱۹۶۰ برای استخراج ارزش پس زمینه بصری ناشی از کهکشان‌ها، در آن زمان بر اساس نور ستاره‌های یکپارچه این سیستم‌های ستاره‌ای انجام شد. در دهه ۱۹۶۰ جذب نور ستاره توسط غبار قبلاً در نظر گرفته شده بود، اما بدون در نظر گرفتن انتشار مجدد این انرژی جذب شده در فروسرخ. در آن زمان جیم پیبلس اشاره کرد که در جهان ایجاد شده توسط بیگ بنگ، باید یک پس‌زمینه فروسرخ کیهانی (CIB) - متفاوت از پس‌زمینه مایکروویو کیهانی - وجود داشته باشد که می‌تواند تشکیل و تکامل ستارگان و کهکشان‌ها را توضیح دهد. برای تولید فلز امروزی، کهکشان‌های اولیه باید به‌طور قابل توجهی قدرتمندتر از امروز بوده باشند. در مدل‌های اولیه CIB جذب نور ستاره نادیده گرفته شد، بنابراین در این مدل‌ها CIB بین طول موج‌های ۱–۱۰μm به اوج خود رسید. این مدل‌های اولیه قبلاً به درستی نشان داده‌اند که CIB به احتمال زیاد کم‌نورتر از پیش‌زمینه‌های آن است و بنابراین مشاهدهٔ آن بسیار دشوار بود. بعداً کشف و مشاهدات کهکشان‌های فروسرخ با درخشندگی بالا در مجاورت کهکشان راه شیری نشان داد که اوج CIB به احتمال زیاد در طول موج‌های طولانی‌تر (حدود ۵۰ میکرومتر) است و قدرت کامل آن می‌تواند ۱۰–۱٪ از CMB باشد.
همان‌طور که مارتین هارویت تأکید کرد، CIB در درک برخی از اجرام نجومی خاص، مانند اختروش‌ها یا کهکشان‌های مادون قرمز بسیار درخشان، که در فروسرخ بسیار درخشان هستند، بسیار مهم است. او همچنین خاطرنشان کرد که CIB از طریق پراکندگی معکوس کامپتون، فتوپیون و تولید جفت الکترون-پوزیترون، باعث تضعیف قابل‌توجهی برای الکترون‌های انرژی بسیار بالا، پروتون‌ها و پرتوهای گاما تابش کیهانی می‌شود.
در اوایل دهه ۱۹۸۰ فقط محدودیت‌های بالایی برای CIB وجود داشت. مشاهدات واقعی CIB پس از عصر ماهواره‌های نجومی که در فروسرخ کار می‌کردند، توسط ماهواره نجوم فروسرخ (IRAS) آغاز شد و پس از آن کاوشگر پس زمینه کیهانی (COBE)، رصدخانه فضای فروسرخ (ISO) و توسط اسپیتزر آغاز شد. تلسکوپ فضایی اکتشاف CIB توسط رصدخانه فضایی هرشل که در سال ۲۰۰۹ پرتاب شد ادامه یافت.